# 헨리 르 디스펜서

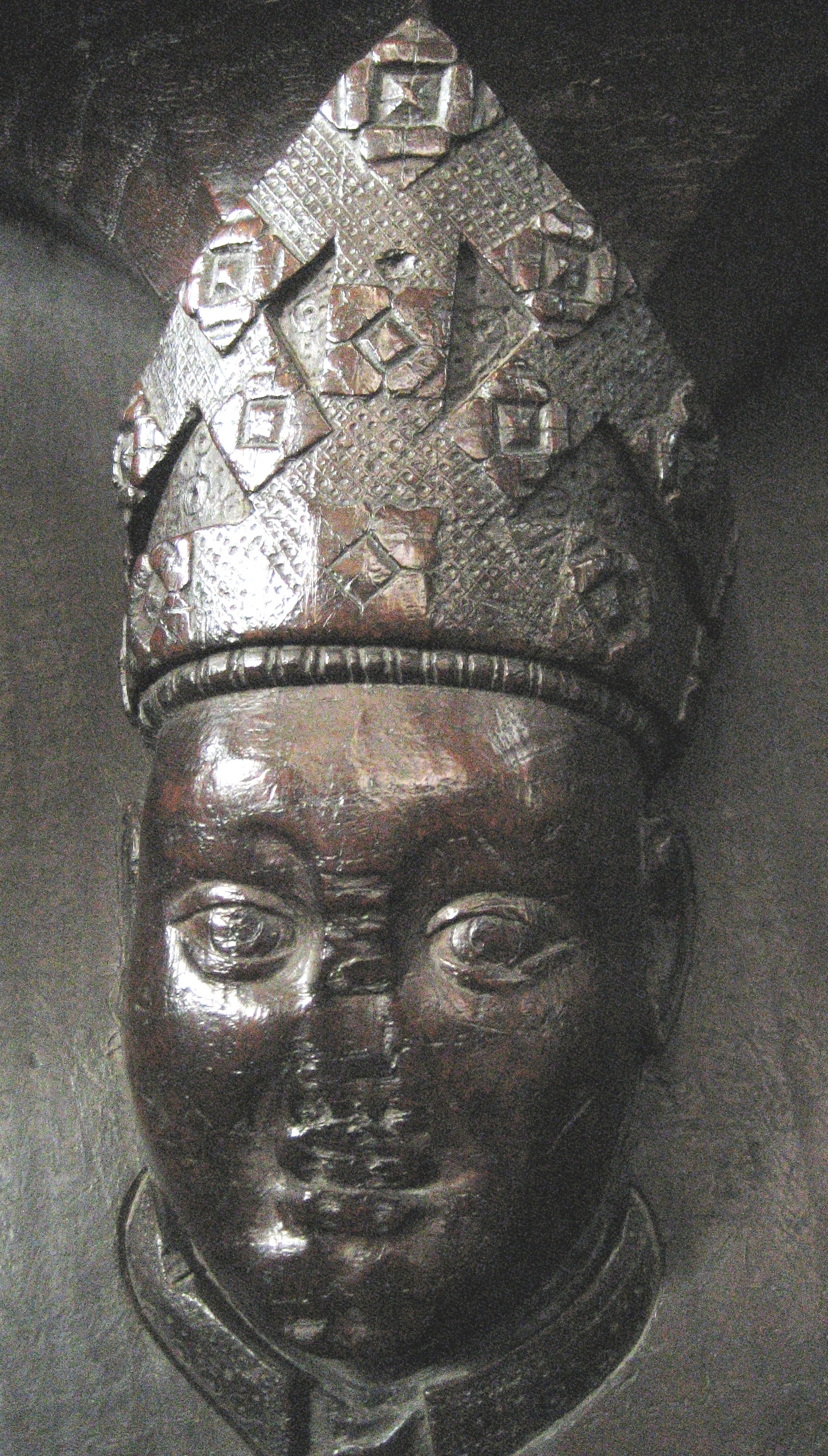

헨리 르 디스펜서(Henry le Despenser, 1341년경 ~ 1406년)는 14세기 잉글랜드의 귀족이자 노리치 주교이다.
젊어서 옥스퍼드 대학교에서 수학했으며 잉글랜드 교회에서 다양한 직책을 역임했다. 1370년에 주교가 되기 전에는 이탈리아에서 교황 우르바노 5세의 편에 서 싸웠다. 와트 타일러의 난 당시 이스트앵글리아에서 난민 진압에 앞장섰고, 1381년 여름 노스월셤 전투에서 농민군을 끝장냈다.
1383년에는 십자군을 지도해 대립교황 클레멘트 7세를 지지하는 플랑드르를 공격했다. 허나 원정은 초기에 약간의 성공을 거두다가 대실패로 끝났고, 잉글랜드로 돌아온 디스펜서는 의회에서 탄핵당했다. 그의 세속 재산들은 리처드 2세에게 압류당했다가 1385년에 다시 돌려받았다.
디스펜서는 정력적인 행정가였으며 롤라드파에 맞서 굳건하게 교구를 방어했다. 헨리 볼링브로크가 쿠데타를 일으켜 헨리 4세로 즉위하였을 때 디스펜서는 리처드 2세의 편에 섰다가 체포되었다. 이듬해 주현절 반란 음모에 연루되었으나 사면되었고 1406년 죽었다.